# ФК Слога Трн
ФК Слога Трн је фудбалски клуб из Трна, Град Лакташи, Република Српска, БиХ. ФК Слога се такмичи у Другој лиги Републике Српске – Запад. ФК Слога је након освојене титуле у Другој лиги Републике Српске група „Запад“ у сезони 2008/09. ушла у Прву лигу Републике Српске. Играчи ФК Слоге носе плаве и беле гарнитуре дресова. Клуб спонзорише Меридианбет.

## Резултати
Највећи досадашњи успјех клуба је освајање Купа Републике Српске у сезони 1996/97. године.
| Сезона | Ниво | Лига               | Број екипа | Мјесто     | Куп РС             |
| --- | ---- | ------------------ | ---------- | ---------- | ------------------ |
| 1995/96. | 2    | Друга лига РС      |            | 1. мјесто  |                    |
| 1996/97. | 1    | Прва лига РС       | 24         | 2. мјесто  | Побједник          |
| 1997/98. | 1    | Прва лига РС       | 18         | 12. мјесто |                    |
| 1998/99. | 1    | Прва лига РС       | 18         | 5. мјесто  | Финалиста          |
| 1999/00. | 1    | Прва лига РС       | 20         | 20. мјесто |                    |
| 2000/01. | 2    | Друга лига РС      | 16         | 5. мјесто  |                    |
| 2001/02. | 2    | Друга лига РС      | 16         | 14. мјесто |                    |
| Од сезоне 2002/03. је први пут формирана заједничка Премијер лига БиХ на нивоу цијеле Босне и Херцеговине, сходно томе све лиге у Републици Српској су од тада рангиране један ниво ниже у систему такмичења. |      |                    |            |            |                    |
| 2002/03. | 3    | Друга лига РС      | 16         | 9. мјесто  |                    |
| 2003/04. | 3    | Друга лига РС      | 14         | 12. мјесто |                    |
| 2004/05. | 3    | Друга лига РС      | 16         | 1. мјесто  |                    |
| 2005/06. | 2    | Прва лига РС       | 16         | 15. мјесто | Шеснаестина финала |
| 2006/07. | 3    | Друга лига РС      | 16         | 3. мјесто  | Четвртфинале       |
| 2007/08. | 3    | Друга лига РС      | 16         | 2. мјесто  | Осмина финала      |
| 2008/09. | 3    | Друга лига РС      | 16         | 1. мјесто  | Осмина финала      |
| 2009/10. | 2    | Прва лига РС       | 14         | 14. мјесто |                    |
| 2010/11. | 3    | Друга лига РС      | 14         | 11. мјесто | Осмина финала      |
| 2011/12. | 3    | Друга лига РС      | 14         | 14. мјесто |                    |
| 2012/13. | 4    | Регионална лига РС | 14         | 13. мјесто |                    |
| 2013/14. | 4    | Регионална лига РС | 16         | 8. мјесто  |                    |
| 2014/15. | 4    | Регионална лига РС | 16         | 2. мјесто  | Шеснаестина финала |
| 2015/16. | 3    | Друга лига РС      | 16         | 8. мјесто  |                    |
| 2016/17. | 3    | Друга лига РС      | 16         | 7. мјесто  |                    |
| 2017/18. | 3    | Друга лига РС      | 16         | 10. мјесто |                    |
| 2018/19. | 3    | Друга лига РС      | 16         | 13. мјесто |                    |
| 2019/20. | 3    | Друга лига РС      | 15         | 10. мјесто |                    |
| 2020/21. | 3    | Друга лига РС      | 14         | 9. мјесто  |                    |
| 2021/22. | 3    | Друга лига РС      | 16         | 3. мјесто  |                    |
| 2022/23. | 3    | Друга лига РС      | 16         | 4. мјесто  |                    |
| 2023/24. | 3    | Друга лига РС      | 16         | 1. мјесто  |                    |
| 2024/25. | 3    | Друга лига РС      | 16         |            |                    |

| Први ниво | Други ниво | Трећи ниво | Четврти ниво |

## Играчи сезона 2015/16
| Бр. |                     | Позиција | Играч            |
| --- | ------------------- | -------- | ---------------- |
|     | Босна и Херцеговина | С        | Немања Париповић |
|     | Босна и Херцеговина | Г        | Мирољуб Бабић    |
|     | Босна и Херцеговина | Г        | Предраг Бекић    |
|     | Босна и Херцеговина | Г        | Драган Лекић     |
|     | Босна и Херцеговина | С        | Данијел Ђурић    |
|     | Босна и Херцеговина | Н        | Ненад Кукић      |
|     | Босна и Херцеговина | О        | Славиша Тепић    |
|     | Босна и Херцеговина | Н        | Дарко Суртов     |
|     | Босна и Херцеговина | О        | Душко Гарача     |
|     | Босна и Херцеговина | О        | Олег Дамјанић    |

| Бр. |                     | Позиција | Играч            |
| --- | ------------------- | -------- | ---------------- |
|     | Босна и Херцеговина | О        | Сретко Савичић   |
|     | Босна и Херцеговина | Н        | Оливер Грозданић |
|     | Босна и Херцеговина | С        | Аљоша Гајић      |
|     | Босна и Херцеговина | С        | Милош Ивић       |
|     | Босна и Херцеговина | Н        | Младен Лукајић   |
|     | Босна и Херцеговина | С        | Љубиша Рачић     |
|     | Босна и Херцеговина | С        | Бојан Станковић  |
|     | Босна и Херцеговина | С        | Горан Травар     |
|     | Босна и Херцеговина | Н        | Предраг Травар   |
|     | Босна и Херцеговина | Н        | Срђан Ђукановић  |

## Историја
Клуб је основан 1938. године у Краљевини Југославији.